# Хімік

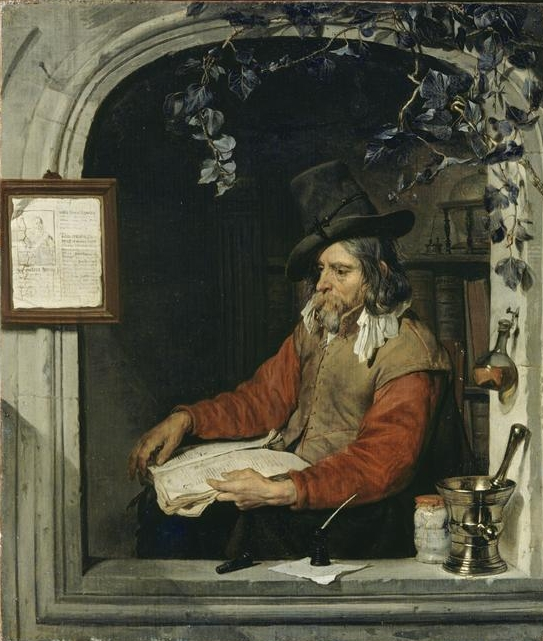
Аптекар або хімік Габріель Метсю (Gabriël Metsu), 1629—1667

Хі́мік — науковець або фахівець, який(-а) здобув(-ла) освіту і спеціалізується на вивченні хімії як науки, а також володіє навичками роботи з хімікатами. Хіміки вивчають склад матерії та її властивостей. Ретельно описуючи властивості, вони вивчають і кількісні показники, з деталізацією на рівні молекул та атомів. Хіміки ретельно визначають пропорції речовини, реакцію середовища, та інші хімічні властивості.
Хіміки використовують накопичені знання і досвід, щоб дізнатися про склад і властивості незнайомих речовин, а також відтворювати та синтезувати великі кількості нових, корисних у господарській діяльності людини речовин, що зустрічаються в природі, а також синтезувати нові штучні речовини й відтворювати в лабораторних умовах корисні процеси, що відбуваються в природних умовах. Крім того, вчені-хіміки можуть спеціалізуватися у вужчих спеціальностях в межах хімії як науки. Робота хіміків найчастіше належить до сфери діяльності інженерів-хіміків, основне завдання яких — грамотне проєктування, будівництво і розробка найефективніших за вартістю великих хімічних заводів і робота в тісному контакті з промисловими хіміками у сфері розробки нових процесів і методів виробництва хімічних речовин і пов'язаних з ними продуктів в промислових масштабах.

## Спеціалізація
У країнах з розвиненою економікою вчені-хіміки зазвичай зайняті в трьох найбільших галузях: науково-дослідних інститутах, промисловості (зокрема, хімічної та фармацевтичної), а також у державних хімічних або біохімічних лабораторіях. Наука хімія, як правило, поділяється на декілька основних розділів. Крім того, виділено кілька основних міждисциплінарних і більш спеціалізованих галузей хімії. Існує безліч перетинів між різними гілками хімії, а також з іншими галузями природної науки, наприклад, біологією, медициною, фізикою, радіологією, і навіть деякими інженерними дисциплінами.
- Аналітична хімія — робота вчених полягає в аналізі зразків матеріалів, з метою визначення їхнього хімічного складу і структури. Аналітична хімія включає стандартизовані експериментальні методи в хімії, які можуть бути використані у всіх більш спеціалізованих галузях хімії, за винятком чисто теоретичної хімії.
- Неорганічна хімія — наука, предметом якої є вивчення властивостей, атомної та молекулярної структури і результатів взаємодії неорганічних сполук. Відмінність між органічними та неорганічними дисциплінами не є абсолютною та існує безліч нашарувань і перетинів, особливо в одній з субдисциплін — металорганічної хімії.
- Органічна хімія — фахівці-хіміки, зайняті у цій галузі хімічної науки, що займаються вивченням структури, властивостей, складу і механізмів хімічних реакцій органічних сполук.
- Теоретична хімія — учені-хіміки займаються проблемами вивчення хімії з допомогою теоретичних міркувань (як це практикується в математиці чи фізиці). Зокрема, застосування квантової механіки до хімії, призвело до створення нового напряму в науці — квантової хімії. Після закінчення Другої світової війни розвиток обчислювальної техніки дало поштовх систематичного розвитку обчислювальної хімії — мистецтву розробки та застосування комп'ютерних програм для розв'язання хімічних проблем. Теоретична хімія має багато точок дотику з теорії конденсованих середовищ, фізики й молекулярною фізикою (дивись також редукціонізм).
- Фізична хімія — учені-хіміки займаються вивченням фундаментальних фізичних основ хімічних систем і процесів. Зокрема, енергетика і динаміка таких систем і процесів становлять інтерес для фізико-хіміків. Важливі напрямки: вивчення хімічної термодинаміки, хімічної кінетики, електрохімії, квантової хімії, статистичної механіки, спектроскопії. Фізична хімія має багато спільних точок дотику з теоретичною молекулярною хімією і фізикою. До того ж фізична хімія передбачає використання математичного аналізу при виведенні рівнянь.
- Біохімія — наука про хімічні речовини, хімічні реакції та хімічні взаємодії, які відбуваються в живих організмах. Біохімія та органічна хімія тісно взаємопов'язані, наприклад, у медичній хімії.
- Медична хімія — фахівці-хіміки беруть участь у проєктуванні, узагальненні та розробці лікарських препаратів. Медична хімія займається виявленням, узагальненням та розробкою нових хімічних сполук, придатних для терапевтичного використання, також займається вивченням вже наявних або штучно синтезованих препаратів, їх біологічних властивостей та їх кількісних показників «структура-активність».

## Професійні спільноти
Хіміки можуть кооперуватися в професійних товариствах, що спеціалізуються на питаннях і аспектах хімії як науки, наприклад, королівського товариства хімії в Сполученому Королівстві, або американського хімічного товариства в Сполучених Штатах.

## Нагороди та відзнаки
Вищою нагородою, яку присуджують вченим-хімікам, є Нобелівська премія з хімії, яку вручає з 1901 року королівська шведська Академія наук.